# کارچوو (شهرستان گروجیسک ویلکوپولسکی)
کارچوو (به لهستانی:  Karczewo) یک روستا در لهستان است که در گمینا کامینگتس واقع شده‌است.
 کارچوو  ۴۷۹ نفر جمعیت دارد.